# Antoine de Chézy

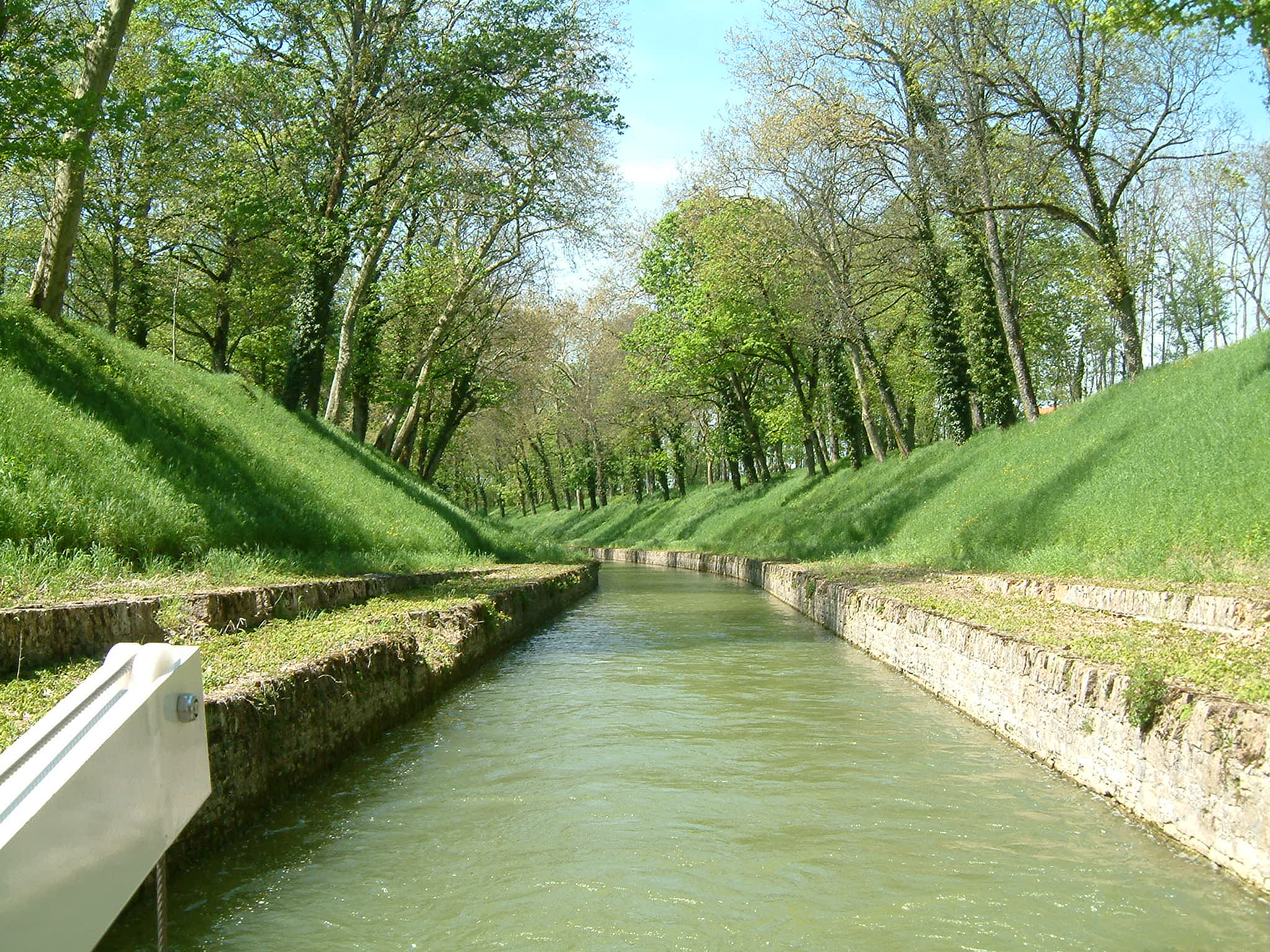
Bourgondisch Kanaal

Antoine de Chézy (Châlons-sur-Marne, 1 september 1718 - Parijs, 5 oktober 1798) was een Franse waterbouwkundige ingenieur. 
Zijn opleiding volgde hij aan de École Nationale des Ponts et Chaussées. Hij werkte later mee aan de bouw van het Bourgondisch Kanaal. 